# Сагайдак (річка)
Сагайда́к — річка в Устинівському, Казанківському та Новобузькому районах Кіровоградської та Миколаївської областей, ліва притока Інгулу (басейн Південного Бугу).

## Опис
Довжина річки 12 км, похил річки — 2,7 м/км. Формується з багатьох безіменних струмків, багатьох водойм і озара Сагайдак. Площа басейну 342 км².

## Розташування
Сагайдак бере початок з водойми на південно-східній околиці села Садки. Тече переважно на південний захід в межах сіл Дмитрівки, Нововасилівки, Пищевиці, Докучаєвого та Новоантонівки. На території Приінгульського регіонального ландшафного парку па південному сході від села Пелагіївка впадає у річку Інгул (Софіївське водосховище), ліву притоку Південного Бугу.